# Siphonognathus caninis
Siphonognathus caninis är en fiskart som först beskrevs av Scott, 1976.  Siphonognathus caninis ingår i släktet Siphonognathus och familjen Odacidae. IUCN kategoriserar arten globalt som livskraftig. Inga underarter finns listade i Catalogue of Life.